# Penalizace webu
Penalizace webu je termín z oboru optimalizace pro vyhledávače. Jedná se o trest za porušení pravidel vyhledávačů. Jestliže je web penalizován, upraví vyhledávač své výsledky tak, že se odkaz z výsledků vyhledávání na tento web „propadne“ o určitý počet pozic níže.

## Cíle a způsoby penalizace
Penalizací nemusí postihnutý celý web. Často bývá postihnuta jenom určitá skupina slov (penalizace per dotaz) nebo nějaká stránka nebo skupina stránka (penalizace per stránka). Penalizace může probíhat manuálně či strojově..
Cílem penalizace je kultivace webu. Jestliže web nesplňuje podmínky pro konkrétní vyhledávač (např. Google  či Seznam.cz), je vyhledávačem penalizován.

## Příznaky penalizace webu
1. Propad návštěvnosti.
2. Napíšete-li název vašeho webu, nenajdete se na prvním místě.
3. Upozornění na penalizaci od Googlu (upozornění přijde na emailovou adresu, která je pro danou stránku zaregistrována v Google Webmaster Tools a u manuální penalizace se zobrazí v záložce Ruční zásahy.).[1]
4. Propad PageRanku [5]

## Příklady a kauzy penalizace webů
- V únoru 2006 Google penalizoval BMW za nepovolené využití javascriptu.[6]
- V lednu 2012 Google dokonce penalizoval sám sebe kvůli placenému odkazu na Prohlížeč Google Chrome.[7]
- V březnu 2012 bylo Googlem zabanováno více než 6000 blogů, které prodávaly zpětné odkazy. Jejich klienty penalizoval.[8]
- V září 2012 bylo Googlem penalizováno slovo The Pirate Bay z důvodu ochrany autorských práv.[9]
- Od roku 2012 se pravidelně objevují penalizace od Google s označením Panda a Pinguin, které postihují přeoptimalizované weby a nekvalitní odkazový profil.[10]
- V květnu 2014 oznámil Google update vyhledávacího algoritmu pod názvem Panda 4.0.[11]
- V září 2014 je očekávána aktualizace Penguin 3.0 [12]